# Jevnaker
Jevnaker este o comună din provincia Oppland, Norvegia.